# Prescott Bush

Prescott Bush, vor 1951

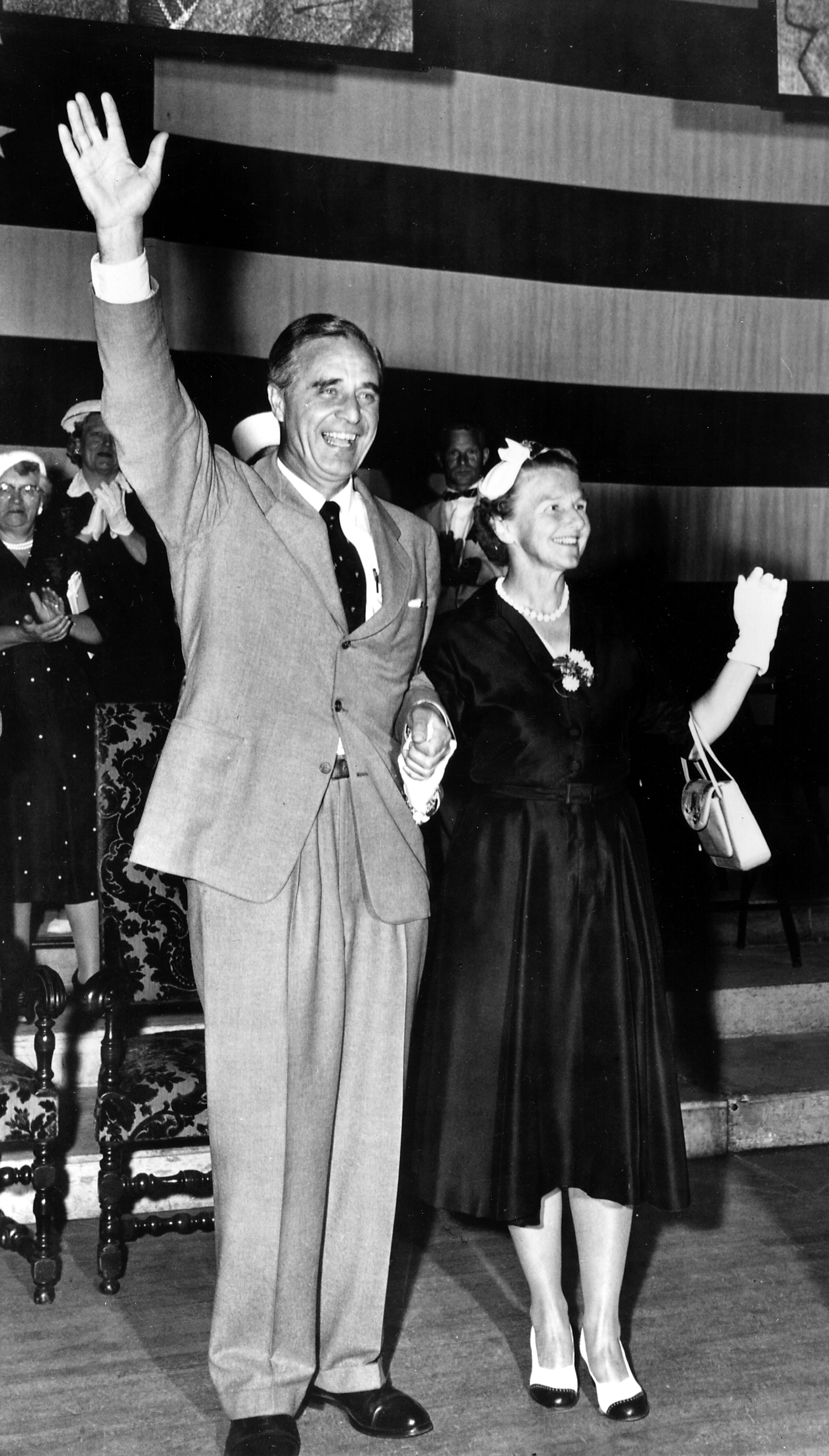
Prescott Bush und seine Ehefrau, 1952

Prescott Sheldon Bush (* 15. Mai 1895 in Columbus, Ohio; † 8. Oktober 1972 in New York City) war ein US-amerikanischer Politiker der republikanischen Partei und Geschäftsführer der Wall-Street-Bank Brown Brothers Harriman. Von 1952 bis 1963 vertrat er den Bundesstaat Connecticut im US-Senat. Er war der Vater George Bushs und der Großvater George W. Bushs, die beide das Amt des Präsidenten der Vereinigten Staaten bekleideten.

## Leben

### Kindheit und Jugend
Prescott S. Bush wurde in Columbus in Ohio als Sohn von Flora Sheldon und Samuel Prescott Bush, einem Stahlfabrikanten und späteren US-Regierungsmitglied, geboren. Samuel Bush war für die Koordinierung und Unterstützung wichtiger Waffenlieferanten im Ersten Weltkrieg zuständig.

### Studienzeit
Nach dem Besuch der Douglas School in Columbus und der St. George's School in Newport (Rhode Island) von 1908 bis 1913 begann Bush sein Studium an der Yale University. Dort spielte er in der Universitätsmannschaft Golf, Football und Baseball und war Vorsitzender des Yale Glee Club, des Gesangsvereins der Universität (1917 war er der beste im Close-Harmony-Kurs). Seine in Yale entwickelte Hingabe zum Gesang blieb sein ganzes Leben auf hohem Niveau erhalten, was sich unter anderem 1937 in der Gründung der Yale Glee Club Associates zeigte, einer Vereinigung ehemaliger Absolventen. Prescott Bush spielte auch die Position des First Baseman in der Yale-Baseball-Mannschaft.
Am 18. Mai 1916 trat er in die Skull-and-Bones-Geheimgesellschaft in Yale ein. Weitere neue Mitglieder der Gesellschaft und Studienkollegen waren in dieser Zeit u. a. Morris Hadley, Wilmarth S. Lewis, Henry Knox Sherrill, A. Whitney Griswold, Dean Acheson, George Van Santvoord, Morgan Phelps Noyes.
Nach einer Skull-and-Bones-Legende grub Bush 1918 den Schädel Geronimos aus und „stiftete“ ihn der Gesellschaft. Er beendete das Studium an der Yale University 1917 und erhielt einen B.A.
Nach dem Studium diente er im Ersten Weltkrieg von 1917 bis 1919 als Feldartillerie-Hauptmann beim amerikanischen Expeditionskorps, den American Expeditionary Forces. Er erhielt in Verdun eine Geheimdienstausbildung und wurde einem Stab französischer Offiziere zugeteilt. Im Wechsel zwischen Geheimdienst und Artillerie geriet Bush in der Meuse-Argonne-Offensive unter Feuer. Nach Hause schrieb er davon, Orden für Heldentaten erhalten zu haben. Die Zeitung von Columbus, die davon berichtet hatte, musste jedoch einen Rückzieher machen, als bekannt wurde, dass er in Wirklichkeit diese Orden gar nicht erhalten hatte.

### Frühe Karriere
Nachdem er 1919 aus dem Militärdienst ausgetreten war, arbeitete Bush für die Simmons Hardware Company in St. Louis in Missouri. 1921 lernte er Dorothy Walker kennen. Da die Familie Bush zum damaligen Zeitpunkt soziale Aufsteiger waren, war George Herbert Walker zuerst gegen die Verbindung. Prescott Bush heiratete Dorothy Walker am 6. August 1921. Die beiden hatten fünf Kinder: George H. W. (nach George Herbert Walker benannt), Prescott jr., Jonathan, William und Nancy. Vom Schwiegervater kauften sie den Sommersitz der Familie Bush, Walker’s Point.

### Brown Brothers Harriman
George Herbert Walker war ein Bankier. Er brachte seinen Schwiegersohn Prescott Bush bei Brown Brothers Harriman und später Union Banking Co. unter. Der Inhaber war W. Averell Harriman. Mit dessen Bruder, E. Roland Harriman, war Bush zusammen in Skull and Bones.

### Politische Karriere
Von 1944 bis 1956 war Bush Mitglied der Yale Corporation, der die Yale University leitenden Körperschaft. Von 1947 bis 1950 war er Schatzmeister der Republikaner in Connecticut und 1950 der republikanische Kandidat für den US-Senat. Jedoch verlor er gegen Senator William Benton mit einem Unterschied von nur 1000 Stimmen. Im folgenden Jahr wurde Bush in Connecticut Vorsitzender des United Negro College Fund und einer der ersten Förderer der Organisation, die Afroamerikanern über Stipendien das Studium an Universitäten und Colleges ermöglichte.
Als Nachfolger für den verstorbenen Brien McMahon konnte er sich gegen seinen demokratischen Herausforderer Abraham A. Ribicoff durchsetzen und wurde 1952 für die Republikaner zum US-Senator für Connecticut gewählt. Er hatte das Amt bis 1963 inne und war ein überzeugter Unterstützer von Präsident Dwight D. Eisenhower. In einer Rede über Nathan Hale am 6. Juni 1955 in New London, Connecticut, sagte er über den Kalten Krieg: „Wir müssen eine starke Verteidigung aufrechterhalten. Sowohl in militärischer als auch in spiritueller Hinsicht. Es sind unser Handeln, unser Patriotismus und unser Glaube an unseren American way of life, unser Mut, die die entscheidende Schlacht gewinnen werden.“
Er hatte Häuser auf Long Island und in Greenwich, das Haus der Familie in Kennebunkport, eine 40 km² große Plantage in South Carolina und eine Ferieninsel vor Florida. Richard Nixon betrachtete Prescott Bush als seinen politischen Mentor und holte vor seiner berühmten Checkers-Rede dessen Rat ein.

### Enteignung während des Zweiten Weltkrieges
Die Harriman Bank war der wichtigste Wall-Street-Kontakt für deutsche Firmen und die verschiedenen finanziellen Interessen von Fritz Thyssen in den USA, der bis 1938 ein früher finanzieller Unterstützer der NSDAP gewesen, jedoch 1939 aus Deutschland geflohen war und eine kritische Haltung zu Hitler eingenommen hatte. Handel mit dem Deutschen Reich war nicht illegal, bis Hitler den USA den Krieg erklärte. Das änderte sich sechs Tage nach Pearl Harbor, als Präsident Roosevelt den Trading With the Enemy Act unterschrieb. Am 20. Oktober 1942 ordnete die US-Regierung die Einstellung des Bankverkehrs mit Deutschland in New York an.
1942 wurden Bushs Geschäftsanteile an der Union Banking Corporation enteignet, einem Unternehmen, in dessen Management er tätig war und das gegen den Trading with the Enemy Act verstoßen hatte. Als Entschädigung erhielt er dafür 1,5 Millionen Dollar, die er als finanzielle Grundlage für das spätere Engagement der Familie Bush in der texanischen Ölindustrie nutzte.
Die New York Herald Tribune bezeichnete den deutschen Industriellen Fritz Thyssen als „Hitlers Engel“ und erwähnte Bush nur als einen Mitarbeiter der Investmentfirma Thyssen in den USA. Es handelte sich dabei um eine ironische Bezeichnung, da Thyssen 1939 bereits ausgebürgert wurde und nach dem Zerwürfnis mit Hitler wegen des Deutsch-sowjetischen Nichtangriffspaktes in die Schweiz emigriert war.
Toby Rogers behauptet, dass Bushs Verbindungen zur Silesian-American Corporation ihn der Mittäterschaft an den Minenoperationen der polnischen Firma schuldig machten, bei der Sklavenarbeiter aus Auschwitz eingesetzt wurden, wo später das Vernichtungslager Auschwitz gebaut wurde. Die Behauptungen, dass Prescott Bush von Sklavenarbeit oder dem Konzentrationslager Auschwitz profitierte, bleiben jedoch unbewiesen.
Am 1. November 2004 versuchte die Internationale Projektgruppe Auschwitz mit Sammelklagen, seinen Enkel George W. Bush auf Schadensersatz in Höhe von 400 Millionen Dollar zu verklagen, weil Prescott Bush an einem Unternehmen beteiligt war, das Gewinn aus der Zwangsarbeit von KZ-Häftlingen zog.
Ihrer Ansicht nach beruht das geerbte Vermögen Bushs zum Teil auf Gewinnen aus NS-Sklavenarbeit, die dessen Großvater Prescott Bush durch Geschäfte mit den Nazis im Zweiten Weltkrieg gemacht haben soll. Der Miteigentümer einer Stahlfirma habe so auch von der Sklavenarbeit im Vernichtungslager Auschwitz profitiert, erläuterte Wolz.
Die Journalistin Eva Schweitzer kommt in ihrem Buch Amerika und der Holocaust zu dem Urteil: „Sie haben an den ganzen Geschäften mit der Schwerindustrie verdient und hinterher noch Entschädigungen kassiert. Ein Gutteil ihres Vermögens stammt aus Geschäften mit dem Dritten Reich.“